# Teofilivka, Berșad
Teofilivka (în ucraineană Теофілівка) este un sat în comuna Șleahova din raionul Berșad, regiunea Vinnița, Ucraina.

## Demografie
Componența lingvistică a localității Teofilivka
     Ucraineană (97,19%)
     Rusă (2,64%)
     Alte limbi (0,17%)
Conform recensământului din 2001, majoritatea populației localității Teofilivka era vorbitoare de ucraineană (97,19%), existând în minoritate și vorbitori de rusă (2,64%).